# Querelle des Anciens et des Modernes

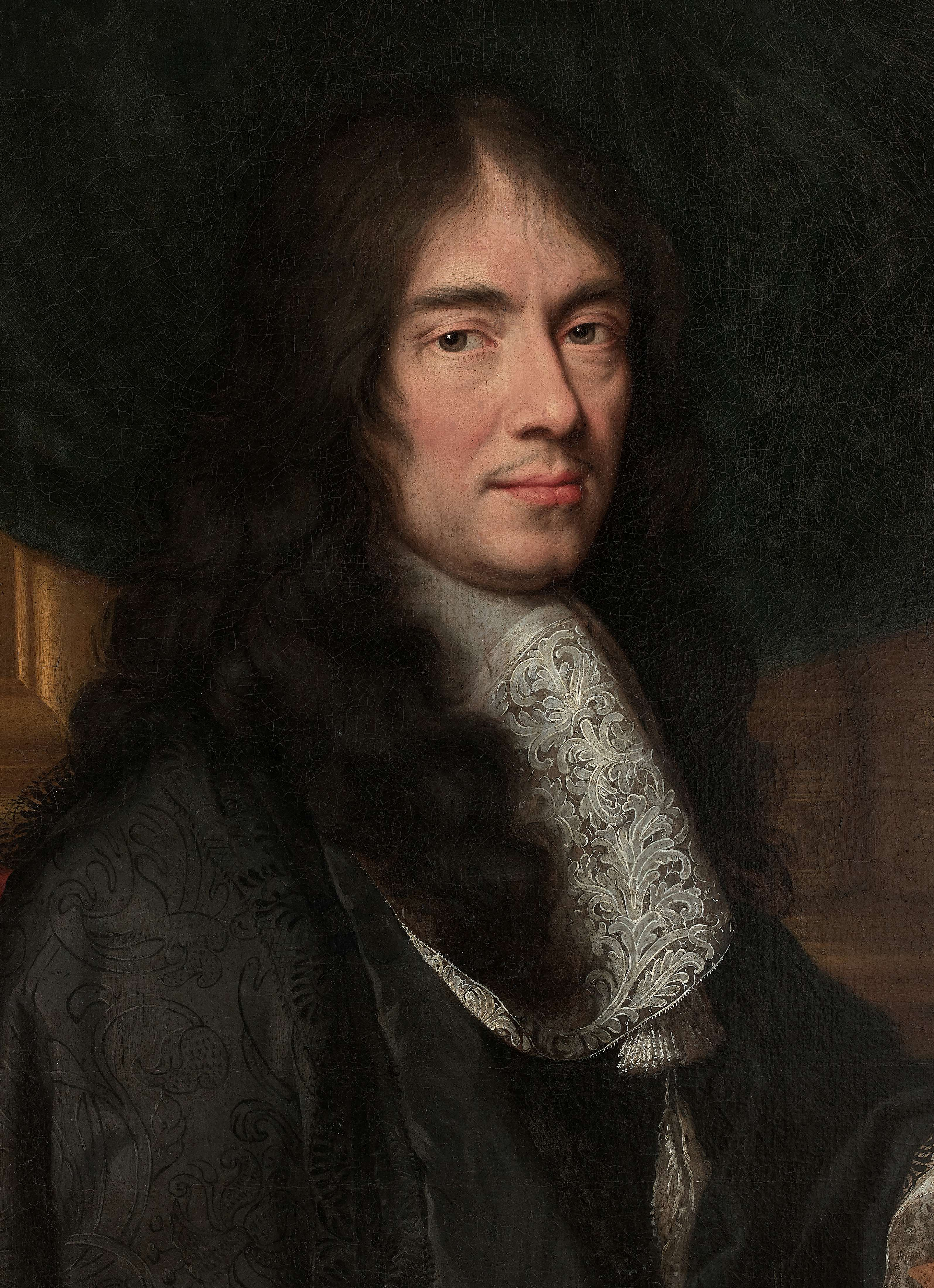
Charles Perrault, déclencheur de la querelle des Anciens et des Modernes.

La querelle des Anciens et des Modernes (ou querelle des Classiques et des Modernes) est une polémique née à l’Académie française et qui a agité le monde littéraire et artistique de la fin du XVIIe siècle.

## Origines de la Querelle
La querelle des Classiques et des Modernes oppose deux courants distincts :
- Les Classiques, ou Anciens, menés par Boileau, soutiennent une théorie de la création littéraire qui repose sur le respect et la juste appréciation de l'héritage de l’Antiquité[1]. D'après cette conception, c'est le jugement du public et de la postérité qui fait les chefs-d'œuvre, non pas l'opinion biaisée d'une élite de doctes ; la valeur des grands auteurs de la Grèce et de Rome se trouve confirmée par vingt siècles d'admiration universelle. Tout en reconnaissant les mérites des contemporains — Boileau prédisait que Corneille, Racine et Molière seraient acclamés comme des génies dans les temps à venir — il est aussi important de reconnaître la dimension cumulative de la culture et rendre hommage à nos prédécesseurs[2],[a]. Ainsi Racine traite dans ses tragédies (Phèdre par exemple) des sujets antiques déjà abordés par les auteurs tragiques grecs, et les poètes classiques tirent des règles du théâtre classique de la Poétique d’Aristote. La métaphore des nains sur des épaules de géants illustre ce principe : en étudiant les travaux des grands hommes du passé, il est possible de les surpasser[b]. Boileau a pour lui les plus grands écrivains français de son temps, parmi lesquels il faut tout particulièrement mentionner Racine, La Fontaine, Fénelon et La Bruyère.
- Les Modernes, représentés par Charles Perrault, soutiennent que le siècle de Louis XIV étant supérieur à tous les autres par sa perfection politique et religieuse, aboutie et indépassable, il s'ensuit que les œuvres créées par les contemporains à la gloire du Roi et de la Chrétienté sont forcément supérieures à tout ce qu'ont produit les siècles passés[3],[c]. Ils militent donc pour une littérature de formes artistiques nouvelles, adaptée à l’époque moderne, complaisante envers la Cour de France[4],[5], respectueuse de la bienséance, zélée pour la religion, fuyant les libertés des auteurs de l’Antiquité et cherchant toujours à célébrer la monarchie et l'Église françaises[6],[d]. Perrault a pour lui l'Académie[7],[e], le parti dévot[f], les salons littéraires[8],[g] et une foule de poètes à la mode du siècle aujourd'hui presque tous oubliés.

## Chronologie de la Querelle

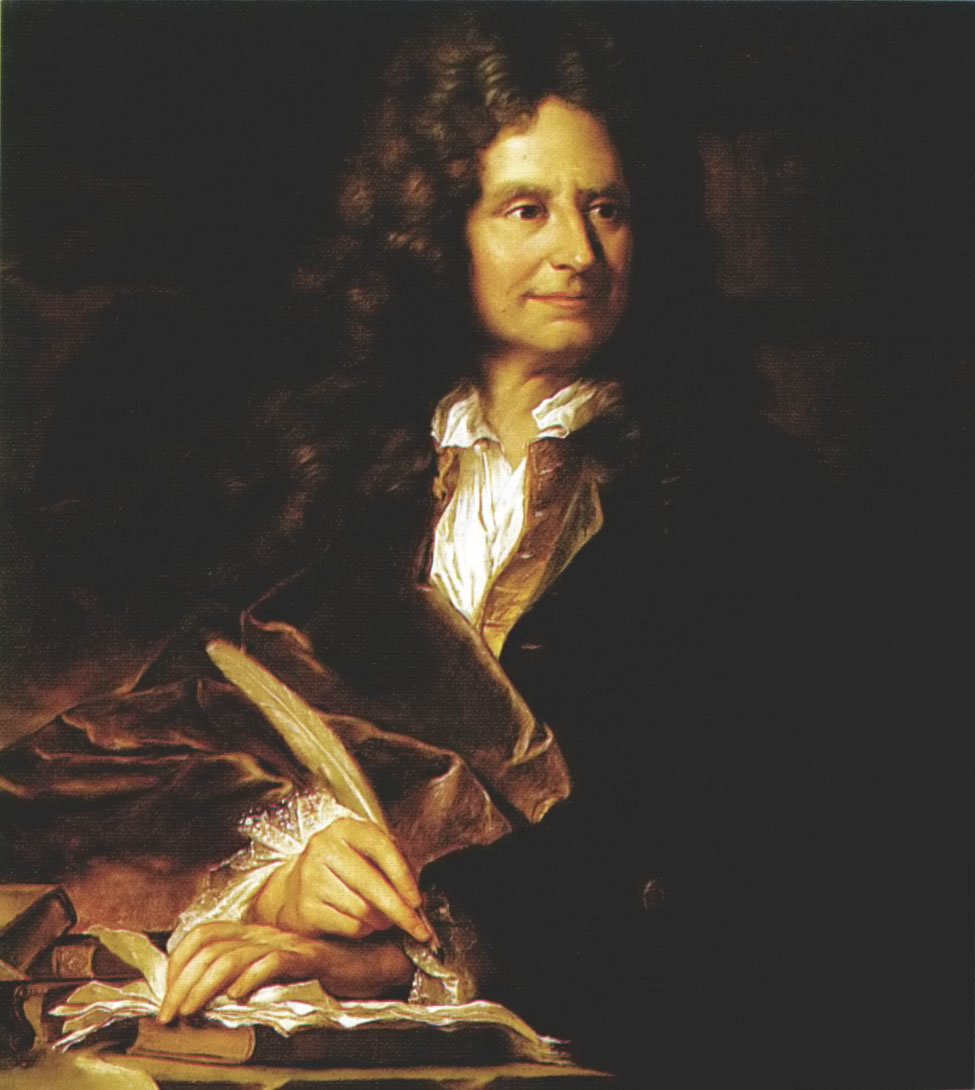
Boileau tenant des Classiques.

En France, la prise progressive de contrôle de l’espace des lettres par le pouvoir politique (pensions aux auteurs qui flattent le gouvernement, création de l'Académie par Richelieu avec mission d'agir comme tribunal suprême des lettres) est marquée par des querelles, autour par exemple de la question du merveilleux en littérature : doit-on continuer à louer les auteurs du passé qui chantaient des mythes païens ou faut-il se tourner vers des héros chrétiens, voire composer des épopées chrétiennes et françaises ? Le christianisme ne l’emporte-t-il pas sur les grands modèles passés ? C’est la Querelle du merveilleux chrétien.
De 1637 à 1674, les partisans d’une littérature adaptée à l’époque moderne se singularisent contre les « Anciens ». En 1637 le Cid de Corneille fait scandale : les « Modernes » l'accusent d'antipatriotisme et d'offenser la bienséance et la morale chrétienne. En 1641, Daniel de Rampalle avait traduit pour Richelieu le premier manifeste « moderne » publié en Italie en 1623, L'Hoggidi de Secondo Lancellotti (L'erreur combattue, Paris, Augustin Courbé, 1641).
Le conflit éclate en 1664, quand Jean de la Fontaine fait paraître Joconde ou l'infidélité des femmes, imitation très libre du chant xxviii de l’Orlando furioso de l'Arioste, qui prend le contrepied de la traduction académique que le poète Jean de Bouillon, secrétaire des finances de Gaston d'Orléans, a composée vers 1660 et qui a été publiée, en 1663, dans un recueil posthume de ses œuvres. Le Joconde de La Fontaine connaît un vif succès, brillamment défendu par l'auteur anonyme d'une Dissertation sur Joconde, publiée en 1669 et dont Boileau s'attribuera tardivement la paternité. Les « Modernes » se déchaînent en 1663 contre L'École des femmes de Molière et en 1667 contre l'Andromaque de Racine, accusées d'outrager la pudeur et donner à la société française des mauvais modèles de héros.
En 1677, c’est la première victoire des « Modernes », lors de la Querelle des inscriptions : après le débat sur l’affaire des inscriptions sur les monuments du règne, il est décidé que ceux-ci seraient gravés en français (et non plus en latin). Les deux partis sont alors constitués : d’un côté, les auteurs et poètes admirateurs de l'Antiquité, dont l'humanisme moral est tourné vers la rigueur et l’éternité de l’œuvre ; de l’autre, les doctes (clergé, académie) et les poètes galants qui prônent le respect des règles de la haute société (par exemple celle de la bienséance), critiques de la génération des classiques, s’appuyant sur les goûts du public parisien.
Le 27 janvier 1687, Charles Perrault donne le coup d'envoi des hostilités en répliquant à l’abbé de Lavau, qui avait lu, à l’occasion d’une séance de l’Académie française tenue au Louvre pour fêter la guérison du roi, le discours de La Fontaine intitulé Sur l’avantage que les Anciens ont sur les Modernes, avec son poème intitulé le Siècle de Louis le Grand dans lequel il fait l’éloge de l’époque de Louis XIV, qu'il présente comme idéale, tout en remettant en cause la fonction de modèle de l’Antiquité.
Marc Fumaroli explique en ces termes les enjeux du débat : « Tout au long de la Querelle, qu’il s’agisse d’Euripide ou d’Homère, ce sont sous Louis XIV les Anciens qui admettent ce qu’il y a de vif, de déconcertant, de déchirant dans la représentation de la vie humaine par les poètes antiques, tandis que les Modernes sont favorables à des conventions morales et esthétiques uniformes et confortables ». D'après lui, sous l’apparent progressisme des Modernes se cachent aussi des enjeux de pouvoir. Boileau est proche de Port-Royal. En défendant les Anciens, il défend aussi, au nom de la diversité des héritages, des marges de liberté dans la République des lettres. Perrault est, pour Fumaroli, un « apparatchik du pouvoir » célébrant jusqu’au délire la grandeur de son roi. L’aspect personnel de la Querelle dissimulant les rivalités de personnes et de cabales entre coteries, sous l’apparence de deux camps bien tranchés, n’est pas à négliger non plus.
Finalement, Antoine Arnauld doit s’entremettre pour réconcilier les parties et, le 30 août 1694, Perrault et Boileau s’embrassent en public à l’Académie française. La réaction du public de l’époque donne à penser que Perrault et son parti remportent la victoire dans cette polémique. En fait, Arnauld penchait plutôt du côté de Boileau, ce dont celui-ci ne manquera pas de se vanter dans son Épître X, et la querelle s’était en quelque sorte épuisée lorsque le compromis se fait, même si Perrault en resta aigri et menaça par la suite de recommencer ses attaques contre Boileau (celui-ci répondit que cela lui était « fort indifférent »). La postérité donna raison à Boileau, car toutes ses prédictions se sont accomplies : Homère et Virgile continuent d’être admirés, et les auteurs du XVIIe siècle célébrés de nos jours sont ceux que Boileau considérait comme des génies : Pascal et Descartes pour la philosophie, Molière pour la comédie, Corneille et Racine pour la tragédie. Perrault, pour sa part, soutenait que Philippe Quinault, son ami intime, serait un jour reconnu par le monde entier comme le plus grand poète lyrique de tous les temps ; et jugeait que l’Iliade et l’Odyssée seraient oubliées par les générations futures et remplacées dans l'estime du public par les épopées chrétiennes comme La Pucelle de Jean Chapelain, Charlemagne de Le Laboureur, Clovis de Saint-Sorlin et Saint Paulin de Perrault lui-même. Tout ce qu'il a prédit s'est révélé faux.

## Prolongements dans la France des Lumières
Le débat rebondit dans la deuxième décennie du XVIIIe siècle avec la mise en vers, en 1714, par Houdar de la Motte – à une époque où Perrault et Boileau sont morts – d’une traduction de l’Iliade publiée par Anne Dacier en 1711. L'original, « corrigé » et raccourci, est accompagné d’une préface contenant un Discours sur Homère, où sont défendus les Modernes. Anne Dacier réplique avec son Des causes de la corruption du goût, où elle débat la question de la priorité de l’original ou d’une traduction, dans une prolongation d’une discussion du troisième dialogue du Parallèle de Perrault.
Cette polémique, dans laquelle des auteurs aussi différents que l’abbé Terrasson et Jean Boivin interviennent, est entrée dans l’histoire de la littérature sous le nom de Querelle d’Homère. Elle s’achève en 1716 avec une réconciliation personnelle des principaux acteurs. Fénelon, choisi pour juge, termine la dispute avec un arrêt digne de Boileau : « On ne peut trop louer les modernes qui font de grands efforts pour surpasser les anciens. Une si noble émulation promet beaucoup ; elle me paraîtrait dangereuse si elle allait jusqu'à mépriser et à cesser d'étudier ces grands originaux ». Même avec l’épuisement du conflit, les répercussions de cette « seconde Querelle des Anciens et des Modernes » perdurent au cours du siècle des Lumières pour se poursuivre jusqu’à la querelle suscitée par le romantisme.
Marivaux est l'un des représentants importants du courant moderne au début du XVIIIe siècle, en établissant un genre tout à fait nouveau de théâtre, inconnu des Anciens, avec ses comédies morales et poétiques. Diderot définit le genre du drame bourgeois en comédie larmoyante où la tragédie imminente est résolue avec des réconciliations vertueuses et des flots de larmes.
La querelle des Anciens et des Modernes aura finalement servi de couverture, souvent pleine d’esprit, à des opinions opposées d’une portée beaucoup plus profonde. Un côté s'attache à l'idéal classique de la Grèce et de Rome et rejette la littérature moderne devenue propagande au service du pouvoir, l’autre conteste l’idée même de valeurs intellectuelles ou esthétiques qui sont au dessus de l'autorité du Roi et de l'Église. Le renouvellement de l’intérêt pour l’Antiquité au Siècle des Lumières se traduit par une réévaluation des acquis du passé classique, et finit par soumettre les Écritures elles-mêmes à l’examen des penseurs critiques. L’attaque aux pouvoirs établis en politique et religion résonne avec les progrès de la recherche scientifique. Le défi jeté à l'autorité royale et ecclésiastique dans le champ littéraire annonce déjà les remises en question dont l'État et la société vont faire l’objet au temps de la Révolution française, quand la monarchie absolue et la religion officielle unique, idoles de la modernité, seront renversées au nom des anciennes idées de République, Démocratie et Liberté de religion.

## Autres versions en Europe

### Italie
Une querelle italienne des Classiques et des Modernes éclate au début de la Renaissance et se prolonge en se remanifestant avec intermittence pendant trois siècles. Cette querelle italienne ressemble à la querelle française tout en étant différente : les Modernes italiens sont opposés à la scolastique médiévale, alors qu'en France les Modernes comme Bossuet la soutiennent et ce sont les partisans des Classiques qui sont pour le renouveau. Ainsi Boileau, Racine et Bernier défendent brillamment dans un « Arrêt burlesque » la renaissance de la philosophie et des sciences contre ceux qui refusent de rien changer à la modernité médievale, ; d'après Brossette, cet Arrêt anéantit un projet de l'Université pour faire interdire l'enseignement du cartésianisme.
Pour Marc Fumaroli, la querelle italienne « poursuit l’enquête comparative (la syncrisis, le paragone, la conférence) commencée par la Renaissance entre deux époques des lettres, des arts et des mœurs. Elle est le fait de lettrés qui se sentent plus enracinés dans la « République des Lettres » que dans aucun État contemporain. La comparaison entre Antiquité et Modernité est pour eux une condition de la liberté d’esprit. Il s’agit moins en Italie d’une Querelle que d’un championnat. La Querelle française en revanche est le fait d’hommes de lettres qui ont les yeux fixés sur leur roi ; ils font ou feront partie de la constellation d’Académies domiciliant la République française des Lettres dans l'État royal ».

### Grande-Bretagne
Déjà inscrite dans une plus longue tradition européenne de contestation de structures semblables (en particulier à la Renaissance, lorsque Galilée ridiculise l’autorité accordée à Aristote dans son Dialogue sur les deux grands systèmes du monde), la querelle des Anciens et des Modernes déclenchée par la polémique entre Perrault et Boileau est rapidement reçue au-delà des frontières françaises et adaptée aux situations locales.
La Grande-Bretagne de l’époque prend la querelle des Anciens et des Modernes un peu moins sérieusement. William Temple prend le parti des Anciens dans son essai Essay upon the ancient and modern learning (Essai sur l’étude antique et moderne) (1690) en réaction à la Digression sur les Anciens et les Modernes (1688) de Fontenelle, qui reprend l’image selon laquelle « nous sommes des nains sur des épaules de géants », image qui provoque une avalanche de réponses. Le critique William Wotton, avec ses Reflections upon ancient and modern learning (Réflexions sur les savoirs antique et moderne) (1694), le critique et classiciste Richard Bentley et Alexander Pope sont au nombre de ceux qui prennent le parti des Modernes à cette occasion. Newton se déclare pour les Anciens contre Hooke, un partisan des Modernes, lorsqu'il écrit que son travail s'appuie fortement sur le travail de ses prédécesseurs et affirme comme Temple « si j'ai vu plus loin, c'est en me tenant sur les épaules des Géants ». L'écrivaine et critique de la culture Maria Popova commente à ce sujet: « L'humilité de Newton est née d'une compréhension précoce et formative de la façon dont la connaissance se construit sur elle-même, améliorant progressivement les idées existantes jusqu'à ce que le cumulatif aboutit au révolutionnaire ».
Bien que le débat soit clos en Angleterre dès 1696, le sujet semble avoir stimulé l’imagination de Swift qui vit dans les camps opposés des Anciens et des Modernes un résumé de deux manières générales de regarder le monde. Ce thème est développé dans sa satire A Tale of a Tub (Conte du tonneau), composé entre 1694 et 1697 et publié en 1704, longtemps après la fin de la querelle en France. L’expression de « Bataille des Livres » vient de la satire publiée anonymement en 1704 par Swift, Full and True Account of the Battle fought last Friday between the Ancient and the Modern Books in St. James’s Library (Compte-rendu complet et véritable de la bataille survenue vendredi dernier entre les ouvrages antiques et modernes de la bibliothèque de St. James).

### Allemagne
La querelle des Anciens et des Modernes comporte une version allemande avec la polémique touchant au merveilleux entre Johann Christoph Gottsched, Johann Jakob Bodmer et Johann Jakob Breitinger. Johann Joachim Winckelmann joue également un rôle important dans l’acclimatation de la querelle dans le monde germanophone avec, en particulier ses Gedanken über die Nachahmung der Griechischen Werke in der Malerei und Bildhauer-Kunst (Pensées sur l’imitation des œuvres grecques en peinture et en sculpture) (1755). Vers la fin du XVIIIe siècle, la thématique de la querelle des Anciens et des Modernes apparaît avec Herder, Schiller et Schlegel.

## Résonances plus récentes de la Querelle

### AuXIXesiècle
Dans « De l'Allemagne », Germaine de Staël « appelle les Français à renouveler leurs modèles, à sortir des limites trop strictes du classicisme d’où bien peu cherchaient à s’évader, et que le pouvoir en place maintenait fermement. » Face à la référence constante aux Anciens qu’impose l’Empire, elle préfère la culture allemande d’un sentiment national libre, dans laquelle elle voit une création féconde. Ce texte introduit le romantisme en France.
Son ami Benjamin Constant reprend sur un plan politique cette critique de l’imitation des anciens : dans sa célèbre conférence De la Liberté des Anciens comparée à celle des Modernes, prononcée en 1819 à l'Athénée Royal de Paris, il oppose la « liberté des anciens » à la « liberté des modernes ». Il faut adjoindre à la première, limitée à une dimension publique soumettant le citoyen à la grandeur de l’État, la défense de la seconde, l’espace autonome privé, affranchi du contrôle du pouvoir.
Chateaubriand reprend sur un plan moins tranché certains aspects de la querelle (par exemple en préférant le merveilleux chrétien au classique). En ce sens, les pensées « progressistes » et les mouvements littéraires romantiques et post romantiques qui insistent sur la liberté sont influencés par les modernes.

### AuXXesiècle
Au XXe siècle, par opposition, on retrouve en général des échos de ce débat chez des penseurs post heideggeriens, qui interrogent la dérive d’un humanisme qui – selon eux – se soumet, depuis les Lumières, à la modernité, voire à la mode. Ils lui reprochent d’entraîner l’asservissement de la culture à l’étroitesse de la raison technicienne et au mythe d’un progrès démocratique du « tout culturel ».
Alain Finkielkraut, par exemple, y voit une « défaite de la pensée », abandonnant l’exigence de la tradition. Il l’utilise pour souligner la différence entre l’expérience de la vie politique des Anciens et l’expérience des Modernes. Celle-ci s’enracine pour lui dans la « colère anti-théologique » de Machiavel et de Hobbes, pour s’épanouir dans les nouvelles conceptions de la liberté issues du mouvement des Lumières. Pour lui, un des acteurs fondamentaux de cette querelle dans les temps modernes est Jean-Jacques Rousseau. Il est reproché à cette critique des modernes un certain élitisme.

## Textes de référence

### Anciens
1. Antoine Furetière, Nouvelle allégorique (1659)
2. Nicolas Boileau, Satires I-VI et VIII-IX (1666-1668) – Traité du sublime de Longin (1674) – L’Art poétique (1674)
3. René Rapin, Réflexions sur la Poétique d’Aristote (1674)
4. Jean Racine, Préfaces d’Iphigénie (1675) et de Phèdre (1677)
5. Jean La Fontaine, Épître à Huet (1687)
6. Jean de La Bruyère, Les Caractères (1688) – Préface du Discours de réception à l’Académie Française (1694)
7. Hilaire-Bernard de Longepierre, Discours sur les Anciens (1688)
8. Nicolas Boileau, Ode sur la prise de Namur / Discours sur l’Ode (1693) – Réflexions sur Longin (1694) – Satire X (1694)
9. Anne Dacier, L’Iliade d’Homère traduite en français avec des remarques (1711) - Des causes de la corruption du goût (1714) – La Suite de la corruption du goût (1716)
10. Fénelon, Lettres à l’Académie (1714) – Lettre sur les occupations de l’Académie (1716)
11. Étienne Fourmont, Examen pacifique de la querelle de Madame Dacier et Monsieur de La Motte sur Homère (1716)

### Modernes
1. Charles Perrault (Le Siècle de Louis le Grand, 1687 – Parallèle des Anciens et des Modernes 1688-1697 – Des hommes illustres qui ont paru en France 1696-1711),
2. Poèmes épiques de Pierre Le Moyne (Saint-Louis, 1653), Georges de Scudéry (Alaric, 1654), Antoine Godeau (Saint-Paul, 1656), Jean Chapelain (La Pucelle, 1657), Desmarets de Saint-Sorlin (Clovis, 1657), Le Laboureur (Charlemagne, 1664)
3. Nicolas Pradon, Phèdre et Hippolyte (1677)
4. Desmarets de Saint-Sorlin, La comparaison de la langue et de la poésie française avec la grecque et la latine (1670) – Défense du poème héroïque (1675) - Défense de la poésie et de la langue française (1675)
5. Michel de Marolles, Traité du poème épique (1662)
6. Michel de Marolles, Considérations en faveur de la langue françoise (1677)
7. Louis Le Laboureur, Avantages de la langue française sur la langue latine (1667)
8. Paul Pellisson, Relation contenant l’Histoire de l’Académie Françoise (1672)
9. François Charpentier, Défense de la langue françoise pour l’Arc de triomphe (1676) – De l’excellence de la langue françoise (1683)
10. Fontenelle, Dialogues des morts (1683) – Digression sur les Anciens et les Modernes (1687)
11. Saint-Evremond, Sur les poèmes des Anciens (1686) - Sur la dispute touchant les Anciens et les Modernes (1692)
12. Pierre Bayle, Dictionnaire historique et critique (1695-1697)
13. Antoine Houdar de la Motte, L’Iliade en vers français (1714) – Réflexions sur la critique (1715)
14. Jean Terrasson, Dissertation critique sur l’Iliade d’Homère (1715)
15. Abbé d’Aubignac, Conjectures académiques, ou Dissertation sur l’Iliade (1715)

## Principaux Anciens et Modernes
| Anciens                                       | Dates          | Modernes                    | Dates                 |
| --------------------------------------------- | -------------- | --------------------------- | --------------------- |
| Montaigne                                     | 1533-1592      | Jean Bodin                  | 1530-1596             |
| Francis Bacon                                 | 1561-1626      | Scipion Dupleix             | 1569-1672             |
| Marin Mersenne                                | 1588-1648      | Guez de Balzac              | 1595-1654             |
| Gabriel Naudé                                 | 1600-1693      |                             |                       |
| Duc de Montausier                             | 1610-1703      | Desmarets de Saint-Sorlin   | 1595-1676             |
| Saint-Evremond                                | vers 1615-1703 |                             |                       |
| Antoine Arnauld, le Grand Arnauld             | 1612-1694      | Descartes                   | 1596-1650             |
| François de La Rochefoucauld                  | 1613-1680      |                             |                       |
| Olivier Le Fèvre d'Ormesson                   | 1616-1686      | Nicolas de Rampalle         | 1603-1660             |
| Furetière                                     | 1619-1688      |                             |                       |
| Grand Condé                                   | 1621-1686      | Jacques Rohault             | vers 1617-1672        |
| La Fontaine                                   | 1621-1695      | Charles Le Brun             | 1619-1690             |
| Madame de Sévigné                             | 1626-1696      | Blaise Pascal               | 1623-1662             |
|                                               |                | Thomas Corneille            | 1625-1709             |
| William Temple                                | 1628-1699      | Bossuet                     | 1627-1704             |
|                                               |                | Charles Perrault            | 1628-1703             |
| Madame de Thianges                            | 1631-1693      | Pierre-Daniel Huet          | 1630-1721             |
| Madame de La Fayette                          | 1634-1693      | Jean-Baptiste Lully         | 1632-1687             |
| Madame de Maintenon                           | 1635-1719      | Philippe Quinault           | 1635-1688             |
| Nicolas Boileau                               | 1636-1711      | Antoinette Des Houlières    | 1638-1694             |
| Jean Racine                                   | 1639-1699      | Nicolas Malebranche         | 1638-1715             |
| Madame de Montespan                           | 1640-1707      | Gabriel Guéret              | 1641-1688             |
| Isaac Newton                                  | 1642-1726      |                             |                       |
| Jean de La Bruyère                            | 1645-1696      | Pierre Roullé               | Avant 1643-Après 1664 |
| Fénelon                                       | 1651-1715      |                             |                       |
| Anne Dacier                                   | 1654-1720      | Bernard de Fontenelle       | 1657-1757             |
| Jean Boivin                                   | 1663-1726      | Abbé de Saint-Pierre        | 1658-1743             |
| Claude-François Fraguier                      | 1660-1728      |                             |                       |
| Jonathan Swift (secrétaire de William Temple) | 1667-1745      | William Wotton              | 1666-1726             |
| Limojon de Saint-Didier                       | 1669-1739      | Giambattista Vico en Italie | 1668-1744             |
| Académie Lamoignon                            | 1670           | Jean Terrasson              | 1670-1750             |
| Abbé du Bos                                   | 1670-1742      |                             |                       |
| Marquise de Caylus                            | 1671-1729      | Antoine Houdar de La Motte  | 1672-1731             |
| Antonio Schinella Conti                       | 1677-1749      |                             |                       |
| Rémond de Saint-Mard                          | 1682-1757      | Olivet                      | 1682-1768             |
| Abbé de Pons                                  | 1683-1732      | Saint-Hyacinthe             | 1684-1746             |
|                                               |                | Alexander Pope              | 1688-1744             |
| Johann Christoph Gottsched (trad Fontenelle)  | 1700-1766      | Voltaire                    | 1694-1778             |
| Jean-Jacques Rousseau                         | 1712-1778      | Diderot                     | 1713-1784             |